# El Santos (historieta)
El Santos es una serie de tiras de prensa mexicana de comedia y aventuras creada por José Ignacio Solórzano y Trino Camacho y protagonizadas por el personaje homónimo, las cuales fueron publicadas semanalmente en el periódico La Jornada. Debido a la temática que presentaba se la consideró para adultos, y logró ser tan exitosa que se realizó en el año 1997 una serie de cortos animados para el canal Locomotion y más adelante una película animada titulada El Santos vs. La Tetona Mendoza, que fue estrenada en 2012, siendo considerada como el primer largometraje mexicano de animación para adultos.

## Descripción de la historieta
La primera impresión de la historieta es variable debido a que fue expuesta en diferentes partes de la república en diferentes momentos. Presenta a un personaje simpático y obeso llamado El Santos (una parodia de El Santo), el cual es un luchador profesional que estuvo casado con "La Tetona" Mendoza (una voluptuosa y rubia mujer que siempre tiene su torso descubierto) al lado de sus amigos en situaciones semirealistas y humor gráfico.

## Similitudes con el Santo
Algo muy popular en ciertos medios es la similitud que tiene este personaje con El Santo, ya que ambos son luchadores profesionales mexicanos, los dos tienen una vestimenta similar, siendo de color blanco y con una capa, y por último el nombre, ya que al personaje sólo se le agrega la «S» al final de la palabra. Esto ha causado confusiones por parte del público ya que generalmente piensan que se está hablando del luchador.